# 加茂元照
加茂 元照（かも もとてる、加茂五郎右衛門元照、1930年 - ）は日本の園芸家。加茂グループ会長。日本花菖蒲協会名誉会長。

## 人物
1930年（昭和5年）生まれ。静岡県掛川市の桃山時代から続く豪農・庄屋の家系で、加茂家17代当主。1948年（昭和23年）、静岡県立静岡第一高等学校卒業。立教大学経済学部から同大大学院経済研究科に進み、1957年（昭和32年）、家業のため中退後、自宅に加茂花菖蒲園を開園。以来花菖蒲のほか、ベゴニア・フクシア・コリウスなどの花卉栽培や、フクロウなど鳥類の飼育に専念する。コンピュータ制御による巨大温室でのサガリバナの品種改良のほか、鳥ウイルス・病原菌の検出等に努める。人と鳥が間近で触れ合えることを特徴とした観光農園のテーマパーク・植物園を運営。品種改良により金正日花を作ったことでも知られる。日本花菖蒲協会（1930年設立）名誉会長。第1回ライナス・ポーリング賞受賞。
2013年（平成25年）11月25日付で東京地方裁判所に破産手続開始の申立てを行なった。2015年（平成27年）4月には、松江フォーゲルパークを運営していた有限会社カモが破産申請。

## 開業した施設
- 加茂荘花鳥園（旧「加茂花菖蒲園」）
1957年開園。静岡県掛川市。2025年、親族が個人事業として運営を引き継いだ。
- 富士花鳥園（旧「富士国際花園」）
1990年開園。静岡県富士宮市。2008年、富士花鳥園に園名変更。2025年1月24日に、別会社に譲渡されたが、再開の目処が立たずに閉園[5]。
- 松江フォーゲルパーク
2001年開園。島根県松江市。松江市が58億円、有限会社カモが約15億円を出して開業したが、業績悪化により、松江市が2015年に買い取り、一畑電気鉄道の系列である一畑パークが松江市から運営を委託されている[4]。開業直後に入園者17人がオウム病に感染してしまったことがある。
- 掛川花鳥園
2003年開園。静岡県掛川市。2013年に地元の事業者に事業譲渡されている。
- 神戸どうぶつ王国
2006年開園。兵庫県神戸市中央区のポートアイランドにある。
2005年12月の開園直前に、獣医ら5人がオウム病に感染、開園が4ヶ月延期された。
2013年、負債総額約14億円で民事再生法を申請したが、翌年、兵庫県福崎町の動物施設運営会社「アニマルエスコートサービス」のグループ会社「どうぶつ王国」が運営権を取得、「神戸花鳥園」から「神戸どうぶつ王国」と名前を変えて営業中[6][7]。
- 常州花鳥園
2010年開園。中華人民共和国江蘇省常州市武進区。

## 著書
- 『ザ・フクロウ 飼い方&世界のフクロウカタログ』 波多野鷹と共著 誠文堂新光社 2004.4
- 『フクシア』 (NHK趣味の園芸よくわかる栽培12か月)　篠ヶ谷喬と共著 日本放送出版協会 2001年5月 ISBN 4140401729, ISBN 978-4140401729
- 『最新花菖蒲ハンドブック』平尾秀一と共著 誠文堂新光社 1981年5月

## テレビ出演
- ひるおび!  (TBS) 2011年12月29日
- 日曜ビッグバラエティ  (テレビ東京) 2011年5月/1日

## ラジオ出演
- Leader's放談～未来を描く　(ラジオNIKKEI)　2012年10月1日 - 2013年3月25日